# El estudiante (pel·lícula de 2011)
El estudiante és una pel·lícula argentina dramàtica de 2011 escrita i dirigida per Santiago Mitre i protagonitzada per Esteban Lamothe, Romina Paula i Valeria Correa. És el primer llargmetratge d'aquest director i tracta de la història d'un jove que arriba a estudiar a Buenos Aires des de l'interior del país i està ambientada en la universitat en temps actual. Es va estrenar l'1 de setembre de 2011.
La pel·lícula va ser exhibida en el Buenos Aires Festival Internacional de Cinema Independent a l'abril de 2011 i va obtenir el Premi Especial del Jurat i el Premi Federació Iberoamericana d'Escoles d'Imatge i So (FEISAL). La filial argentina de FIPRESCI -entitat que aplega les associacions de crítics de cinema del món- la va escollir com la Millor Pel·lícula Argentina estrenada en 2011.
Per la seva part Gustavo Biazzi, Soledad Rodríguez, Alejo Maglio i Federico Cantini, van obtenir el premi de l'Associació de Directors de Fotografia (ADF) per la seva labor en el film. La pel·lícula es va presentar el 4 d'octubre de 2011 al Festival Internacional de Cinema d'Hamburg.
En la seva presentació en la competència oficial del Festival Internacional de Cinema de Cartagena de Indias el jurat li va atorgar el premi Índia Catalina a la Millor pel·lícula, màxim guardó del festival iberoamericà.

## Sinopsi
Roque es troba a Buenos Aires, vingut de l'interior del país, per iniciar per tercera vegada els seus estudis universitaris. Però al poc temps, sense vocació ni metes es dedica a deambular per la facultat, a fer-se amics i a conèixer noies, una de les quals, Paula, l'acosta a la militància política universitària, on ascendirà de manera meteòrica i canviarà la seva vida per sempre.

## Repartiment
- Esteban Lamothe és Roque Espinosa.
- Romina Paula és Paula.
- Valeria Correa és Valeria.
- Ricardo Félix és Alberto Acevedo.
- Agustín Rittano és Lorenzo.
- Julián Larquier Tellarini és Lautaro.
- Germán de Silva és Horacio.
- Juan Barberini és Ángel.
- Alberto Suárez és Hipólito.
- Oscar Mauregui és Rivarola.
- Héctor Díaz és Guillermo Farrell.
- Javier Niklison és Ernesto Espinosa.
- Mariana Mitre és Marisa.
- Agustín Labiaguerre és Miguel.
- Francisco Quintana és Arturo.
- Melina Benítez és Melina.
- Pablo Sigal és Jaime.
- Micaela Rey és Isabel.
- Julián Krakov és Mauricio.
- Martín Tchira és Jara.
- Pablo Gasloli és Jáuregui.
- Monica Raiola és Elvira.
- Laura Paredes és Novia Hipólito.
- Lucía Bialet és Lorena
- María Emilia Ladogana és Mili.
- Agustín Romero és Martín.
- Tomás Fadel és Eugenio.
- Justo Contín és Militant.

## Producció
El director va sol·licitar suport de l'Instituto Nacional de Cine y Artes Audiovisuales prt obtener la finançament i li fou denegat, raó per la qual degué modificar l'estratègia de rodatge al no poder afrontar els costos de reproduir els àmbits universitaris superpoblats. Llavors si bé la pel·lícula és totalment ficcional i els actors estan representant un guió escrit, es va filmar efectivament en els passadissos de la facultat i a les aules amb els seus alumnes i en les assemblees, barrejant allí als personatges, per a això va tenir l'ajuda del centre d'estudiants i de les autoritats de la Facultat de Ciències Socials, que els van permetre usar els espais, així com la fonamental solidaritat de tots els estudiants.

## Crítiques
El crític Leonardo D’Espósito va opinar en la revista Noticias que "és un thriller polític ple de suspens, de travetes, de petites victòries, de traïcions, de sexe, de manipulacions. Una dinàmica i despietada radiografia del poder que utilitza com a escenari la universitat. Un retrat de la UBA més enllà del precís –fins a la sàtira– que es refereix de manera transparent a la misèria i la grandesa de la nostra vida política o, més enllà, a la naturalesa i el maneig del poder, un tema que excedeix qualsevol conjuntura. Opera prima realitzada amb un professionalisme aclaparador sense els subsidis de l'INCAA, no sols és el millor film argentí de l'any, sinó una obra històrica."

## Premis

### Premis Cóndor de Plata
| Any  | Categoria            | Receptor           | Resultat  |
| ---- | -------------------- | ------------------ | --------- |
| 2012 | Millor pel·lícula    | El estudiante      | Nominada  |
| 2012 | Millor ópera prima   | Santiago Mitre     | Guanyador |
| 2012 | Millor director      | Santiago Mitre     | Nominat   |
| 2012 | Millor guió original | Santiago Mitre     | Guanyador |
| 2012 | Revelació masculina  | Esteban Lamothe    | Guanyador |
| 2012 | Revelació femenina   | Romina Paula       | Nominada  |
| 2012 | Millor Muntatge      | Delfina Castagnino | Nominada  |

### Mostra de Cinema Llatinoamericà de Catalunya
| Any  | Categoria                          | Receptor        | Resultat  |
| ---- | ---------------------------------- | --------------- | --------- |
| 2012 | Premi AECID a la millor pel·lícula | El estudiante   | Guanyador |
| 2012 | Millor actor                       | Esteban Lamothe | Guanyador |